# SODRE
Službeni radijski, televijski i zabavni servis ili skraćeno SODRE (špa. Servicio Oficial de Difusión, Radiotelevisión y Espectáculos, uljepšano SODRE) urugvajska je nacionalna javna odašiljačka tvrtka osnovana 1929. godine od strane Urugvajskog parlamenta.
Tvrtka se nalazi u javnom vlasništvu, pod kontrolom Ministarstva obrazovanja i kulture. Svojim odašiljačima pokriva područje cijelog Urugvaja.
Glavna natjecateljska (konkurentska) tvrtka joj je udruženje privatnih radijskih postaja ANDEBU.

## Radijske postaje
- CX 6 SODRE[3]
- CX 26 SODRE
- CX 38 SODRE

- izvor: SODRE[4]

## Poveznice
- ANDEBU
- Popis radijskih postaja u Urugvaju